# Église Saint-Nicolas du Thoult
L'église du Thoult est une église gothique dédiée à saint Nicolas et située au Thoult-Trosnay dans la Marne.

## Historique
L'église Saint-Nicolas a un chœur et un transept gothiques. L'église est classée monument historique en 1922.

## Architecture
La statuaire comporte notamment une sculpture de Sébastien, et une Vierge à l'Enfant du XVIe siècle.

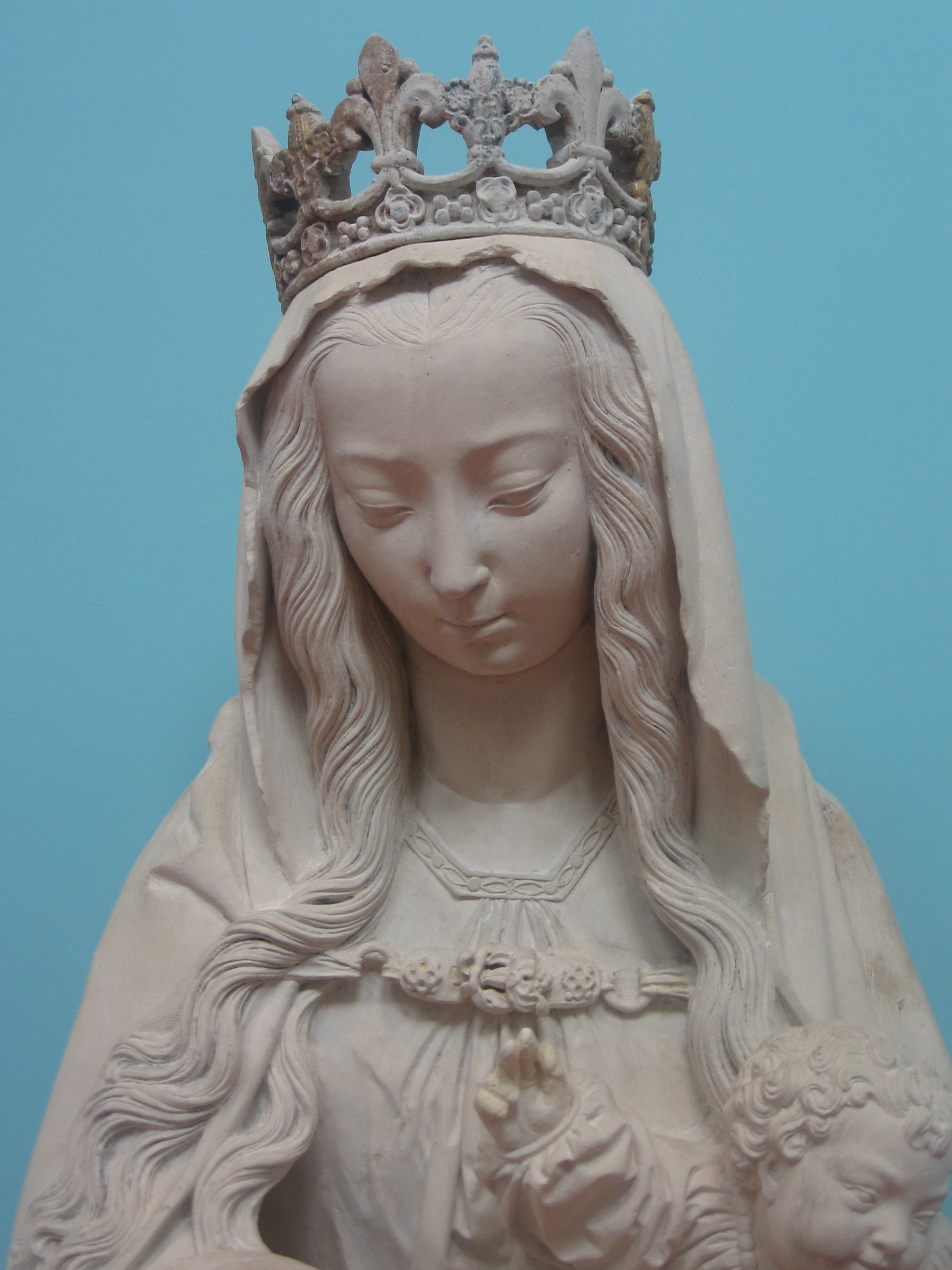
Marie,
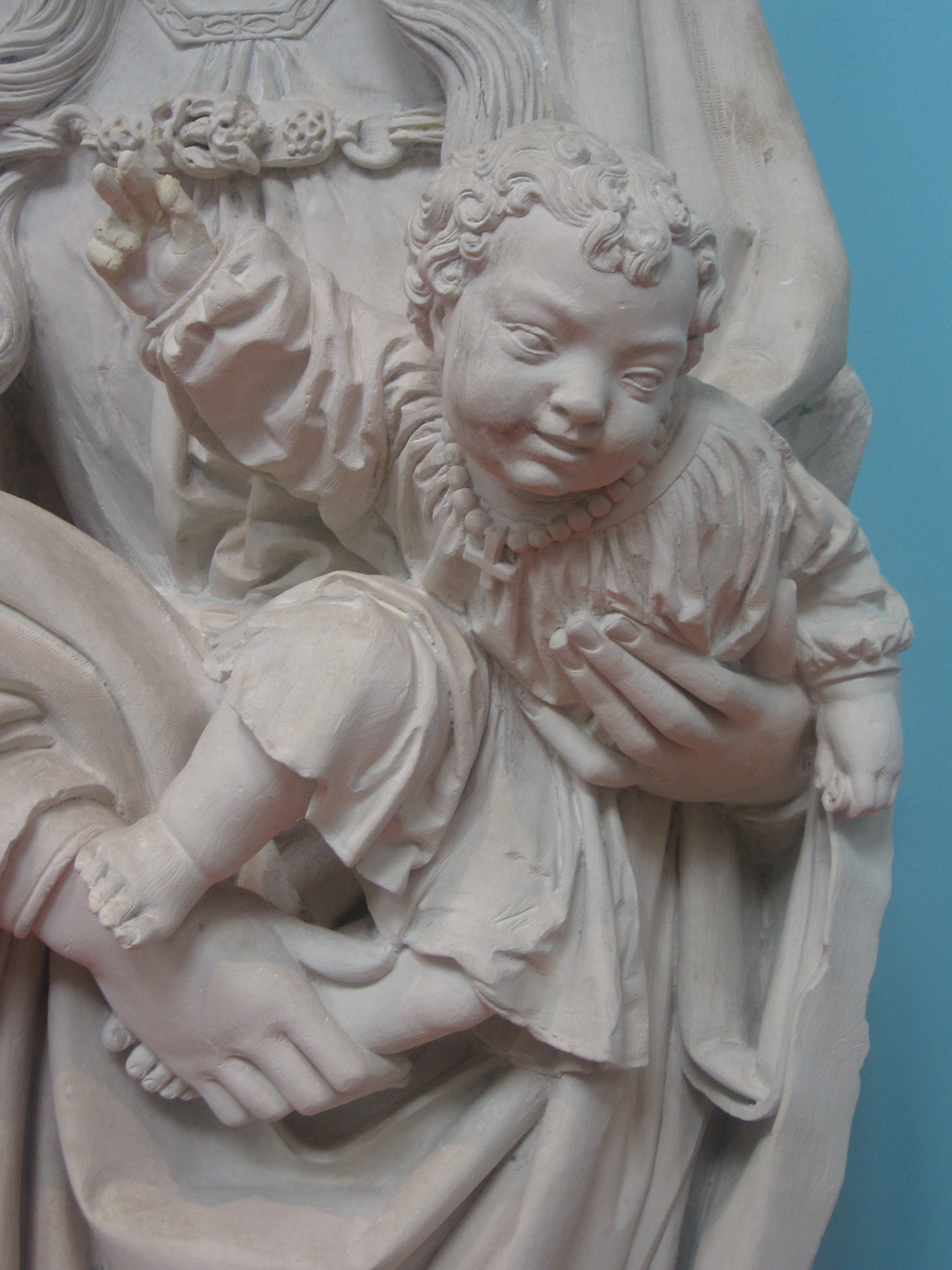
l'Enfant Jésus,
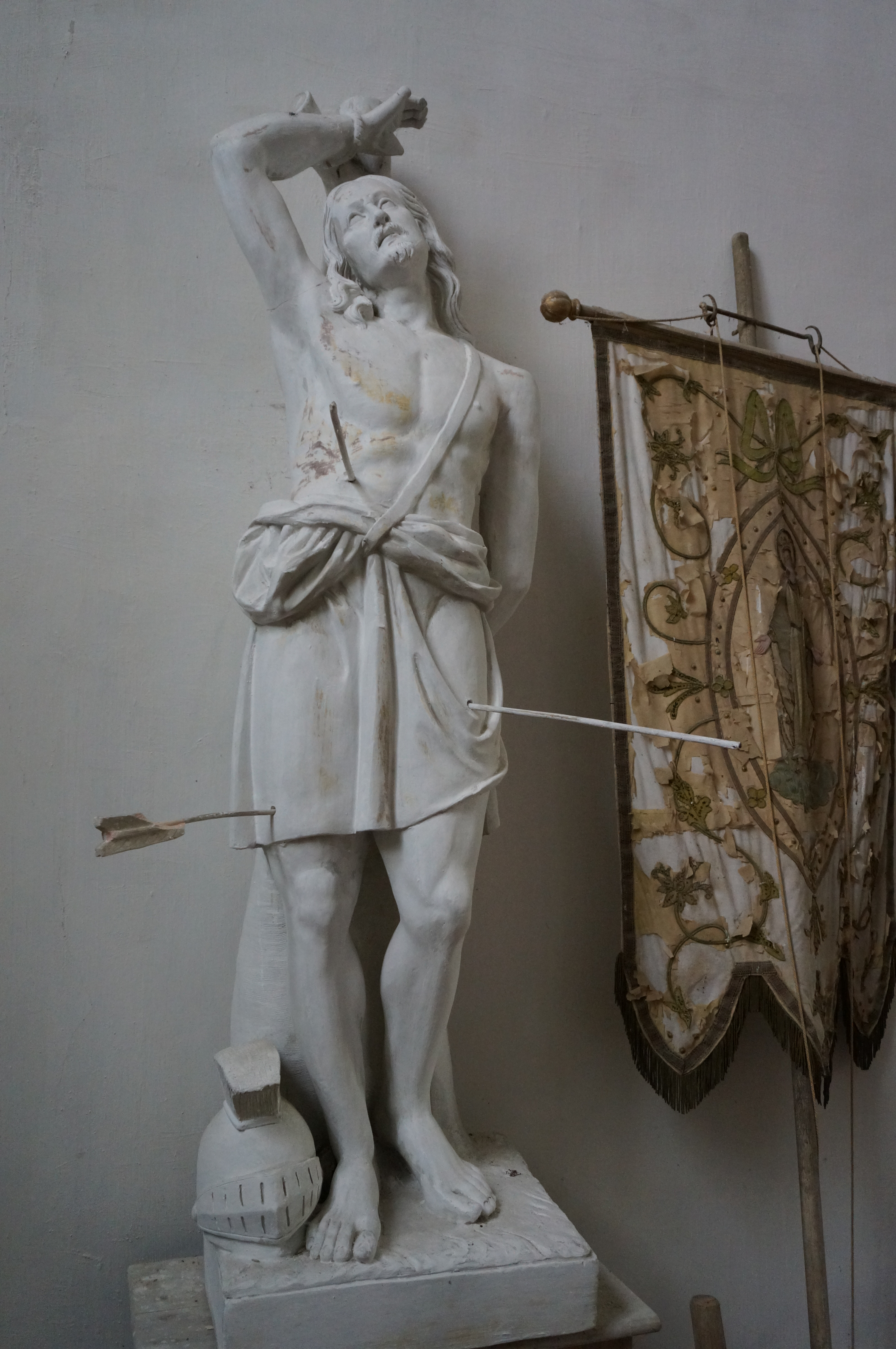
le martyre de Sébastien,
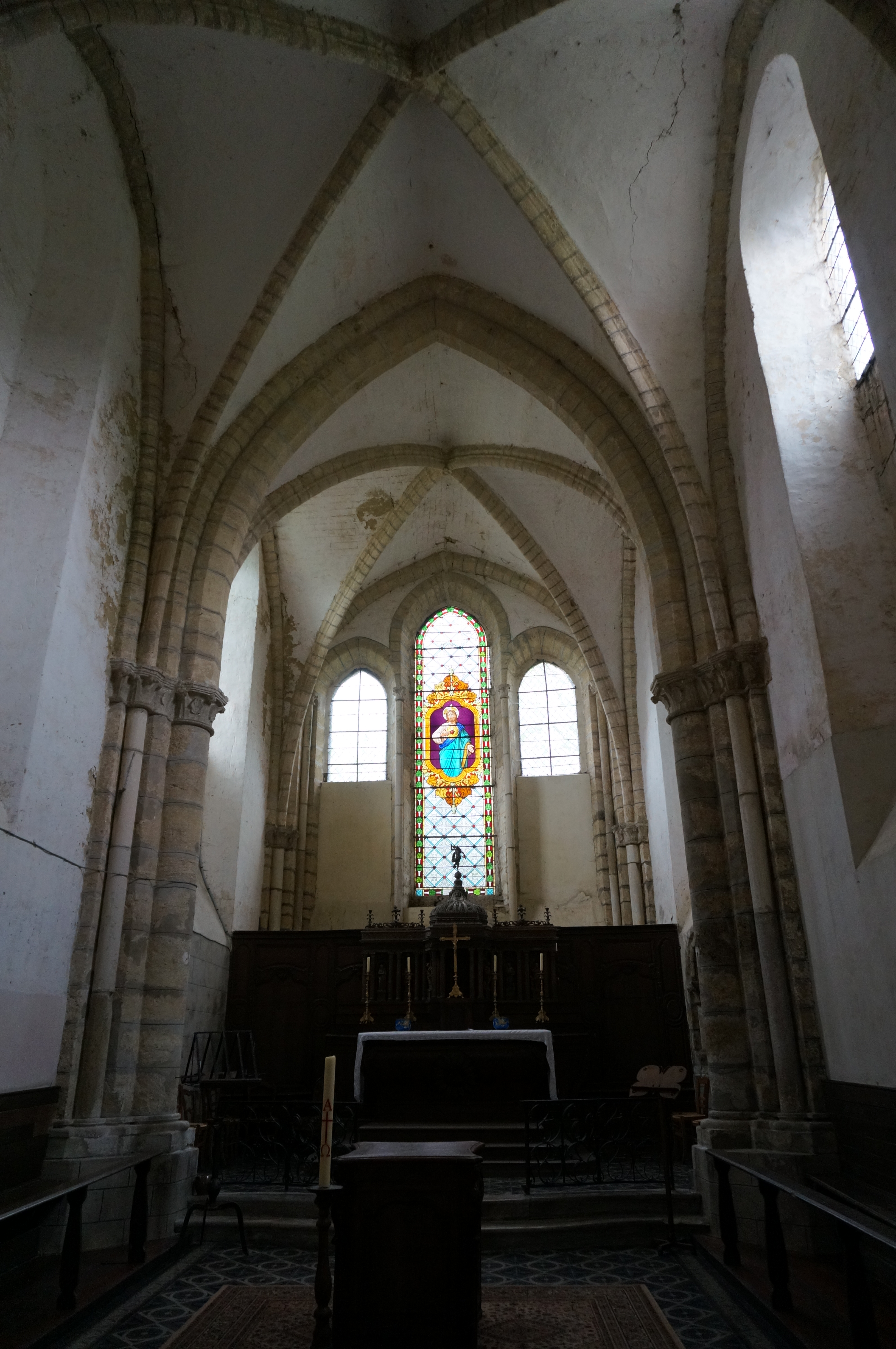
le chœur,
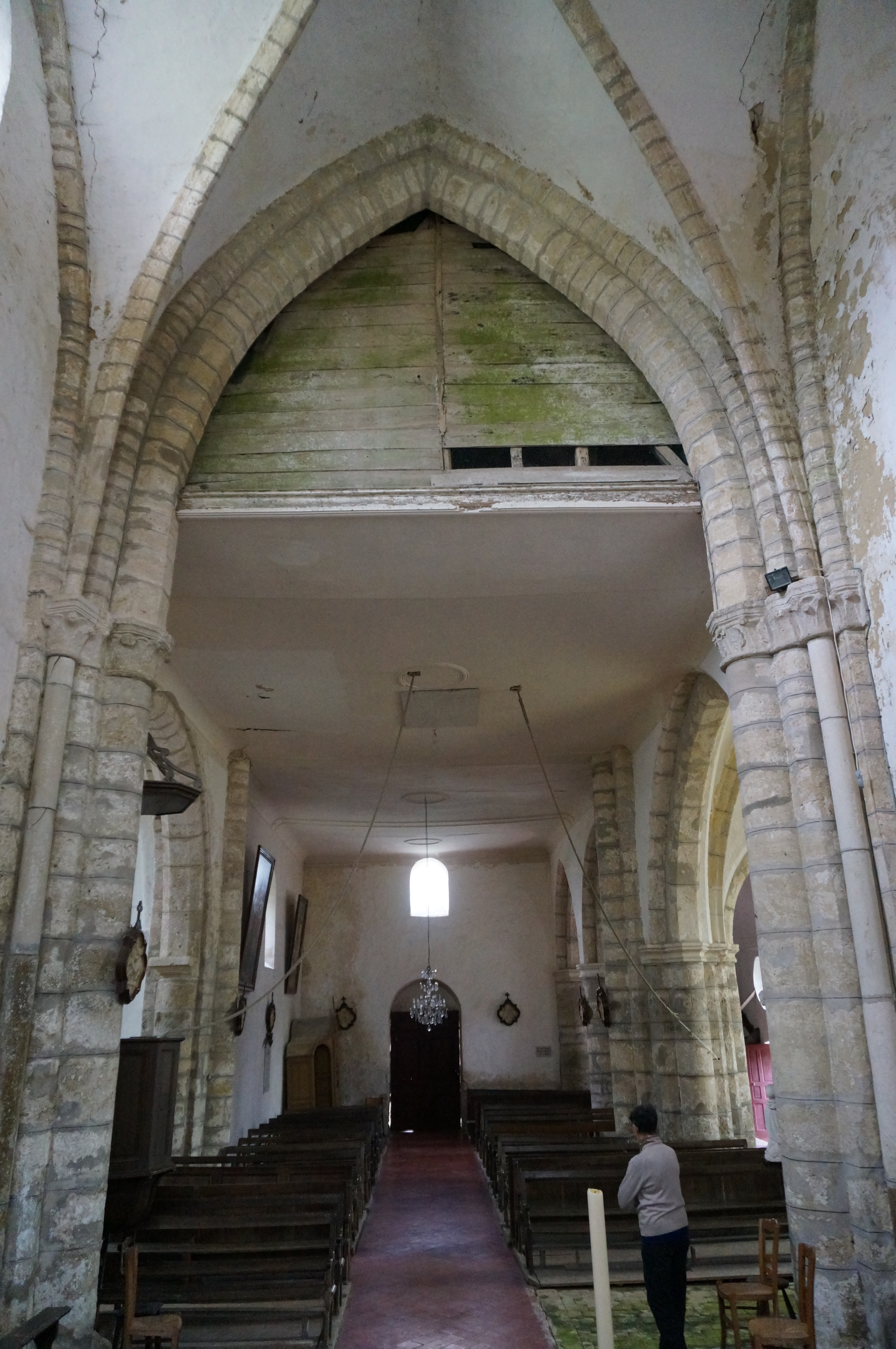
la nef,
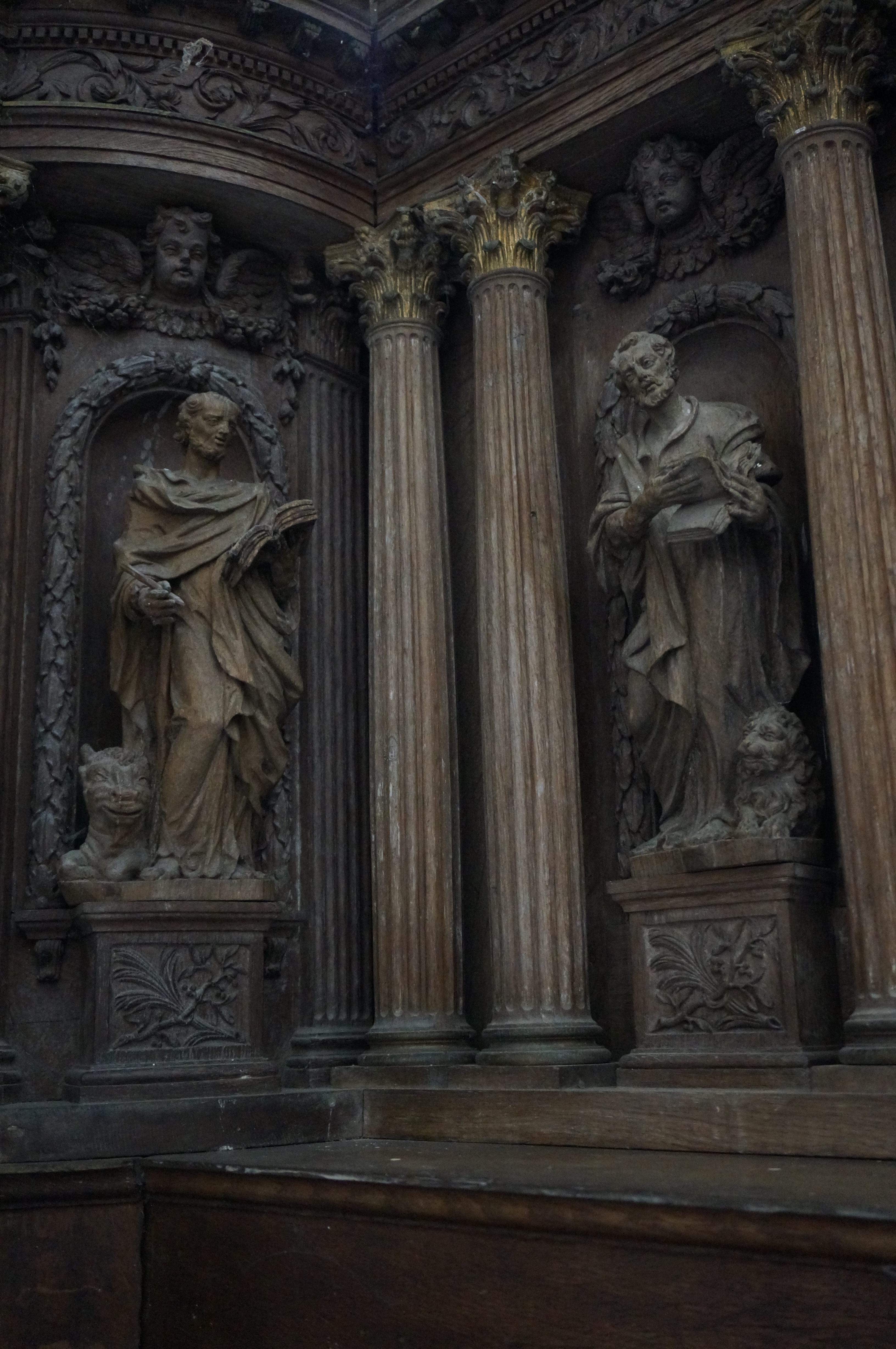
l'autel.